# ウォーターフォード
ウォーターフォード（英: Waterford）は、アイルランド南東部に位置する、同国で5番目（北アイルランドを含めれば7番目）に大きいシティ。914年にヴァイキングが建設した国内最古の都市であり、地名も古ノルド語の「羊のフィヨルド」 (Veðrafjǫrðr) または「風のフィヨルド」 (Vedrafjord) という言葉が由来となっている。アイルランド語ではポルト・ラールゲ (Port Láirge)。市議会はウォーターフォード市内とウォーターフォード県に属する近郊を管轄しており、2006年の人口4万9213人のうち4万5748人が前者に、3465人が後者に暮らしている。
市街は港の先端に位置する。1497年に当時イングランドの王位継承権を主張していたランバート・シムネルとパーキン・ウォーベックの主張を退けたため、ヘンリー7世から標語「ウォーターフォードは未だ侵されざる街」 (Urbs Intacta Manet Waterfordia) を賜った。クロムウェルのアイルランド侵略では2度包囲され、1649年の第1回包囲では持ちこたえたが、翌年の第2回包囲でヘンリー・アイアトンに降伏した。
街のシンボルである「レジナルドの塔」は10世紀の建造で、漆喰を使ったものとしてはアイルランド最古の建造物だと言われている。市街を流れるシュール川は、長きにわたるウォーターフォードの海運史の基礎を形作ってきた。ウォーターフォード港は千年以上前からアイルランドの主要港であり続け、19世紀には造船が花開いた。ネプチューン造船所のオーナーを務めたマルコムソン家は1850年代中頃から1860年代後期にかけ、5隻の大西洋旅客ライナーを含む当時世界最大の鉄製蒸気船を建造・経営した。
ガラス細工の「ウォーターフォード・クリスタル」(en) や四角い名物パンであるウォーターフォード・ブラーで知られる。

## 姉妹都市
- セントジョンズ（カナダ）
- ロチェスター（アメリカ合衆国、ニューヨーク州）
- サン＝テルブラン（フランス）

## 交通

### 道路
ダブリンからは国道N7、高速道路M7とM9を経由してつながっている。コークへは国道のN25でつながっている。

### バス
ダブリンからはBus ÉireannとJ. J. Kavanagh & Sonsの二社が長距離バスを運行している。Bus Éireannは他都市とのバスも運行している。

### 鉄道
ウォーターフォード駅からダブリンのヒューストン駅とキルケニー方面に列車が走っている。鉄道事業者はイルンロード・エールン。

## 気候
ウォーターフォードの気候は他の地域と同様、西岸海洋性気候に分類される。ただし、アイルランドの他の県と比べると日照時間は長く降水量も少ない。最も暖かくなるのは6月から8月にかけて、雨が降りやすいのは10月から1月にかけてである。

## 出身者

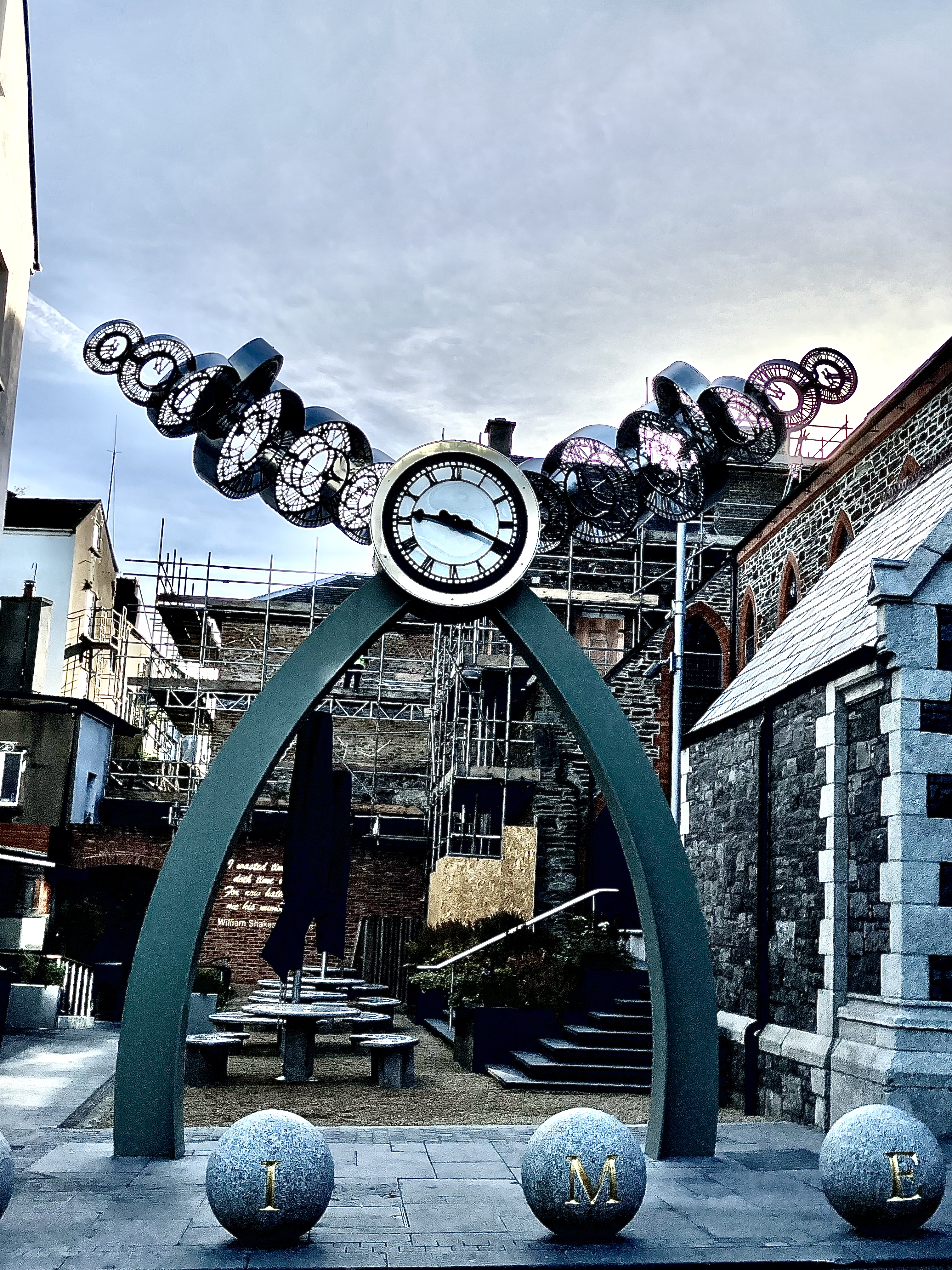
ウォーターフォードのアイルランド時間博物館にある時計のオブジェ"Tempus Fugit"。

- ギルバート・オサリバン（歌手、シンガーソングライター。出生地）
- トーマス・フランシス・マハー（政治家、軍人、民族主義者）
- ダリル・マーフィー（サッカー選手）
- ジョン・オシェイ（サッカー選手）